# Zeledonia coronata
Zeledonia coronata é uma espécie de ave da família Parulidae. É a única espécie descrita para o gênero Zeledonia. Ocorre na América Central, onde está distribuída na Costa Rica e Panamá.

## Nomenclatura e taxonomia
A espécie foi descrita por Robert Ridgway em 1889 como Zeledonia coronata; o termo genérico homenageia o ornitólogo costa-riquenho José Castulo Zeledón.

## Distribuição geográfica e habitat
A espécie está distribuída do norte da Costa Rica até o centro-oeste do Panamá.